# Докс
Докс (фр. Daux, окс. Daus) — коммуна во Франции, находится в регионе Юг — Пиренеи. Департамент — Верхняя Гаронна. Входит в состав кантона Гренад. Округ коммуны — Тулуза.
Код INSEE коммуны — 31160.

## География

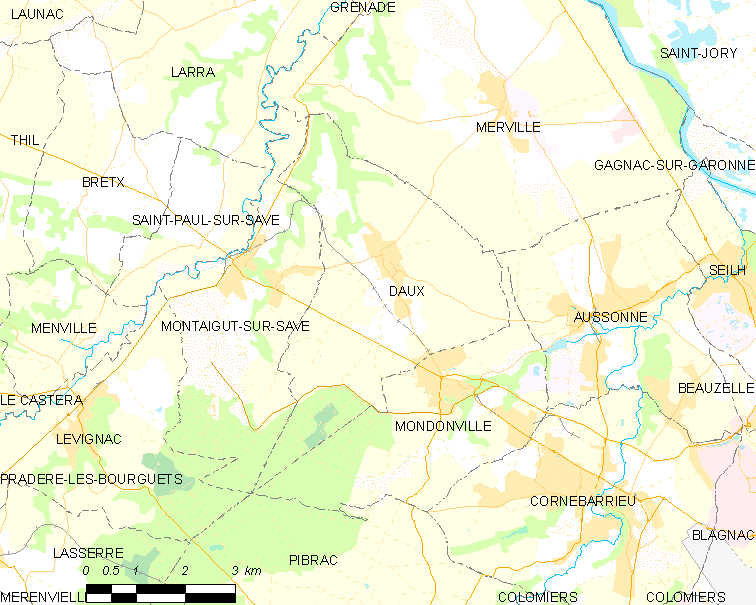
Карта коммуны

Коммуна расположена приблизительно в 580 км к югу от Парижа, в 18 км к северо-западу от Тулузы.

## Климат
Климат умеренно-океанический. Зима мягкая и снежная, весна характеризуется сильными дождями и грозами, лето сухое и жаркое, осень солнечная. Преобладают сильные юго-восточные и северо-западные ветры.

## Население
Население коммуны на 2010 год составляло 1920 человек.
| 1962 | 1968 | 1975 | 1982 | 1990 | 1999 | 2010 |
| ---- | ---- | ---- | ---- | ---- | ---- | ---- |
| 479  | 577  | 785  | 1059 | 1144 | 1256 | 1920 |

## Администрация
| Период | Период | Фамилия       | Партия | Примечания |
| ------ | ------ | ------------- | ------ | ---------- |
| 1995   | 2008   | Андре Серван  |        |            |
| 2008   | 2020   | Патрис Лагорс |        |            |

## Экономика
В 2010 году среди 1252 человек трудоспособного возраста (15—64 лет) 1001 были экономически активными, 251 — неактивными (показатель активности — 80,0 %, в 1999 году было 73,7 %). Из 1001 активных жителей работали 936 человек (497 мужчин и 439 женщин), безработных было 65 (24 мужчины и 41 женщина). Среди 251 неактивных 100 человек были учениками или студентами, 96 — пенсионерами, 55 были неактивными по другим причинам.

## Достопримечательности
- Церковь Св. Варфоломея (XIV век). Исторический памятник с 1926 года[4]
- Водонапорная башня, одна из крупнейших в Европе

## Фотогалерея

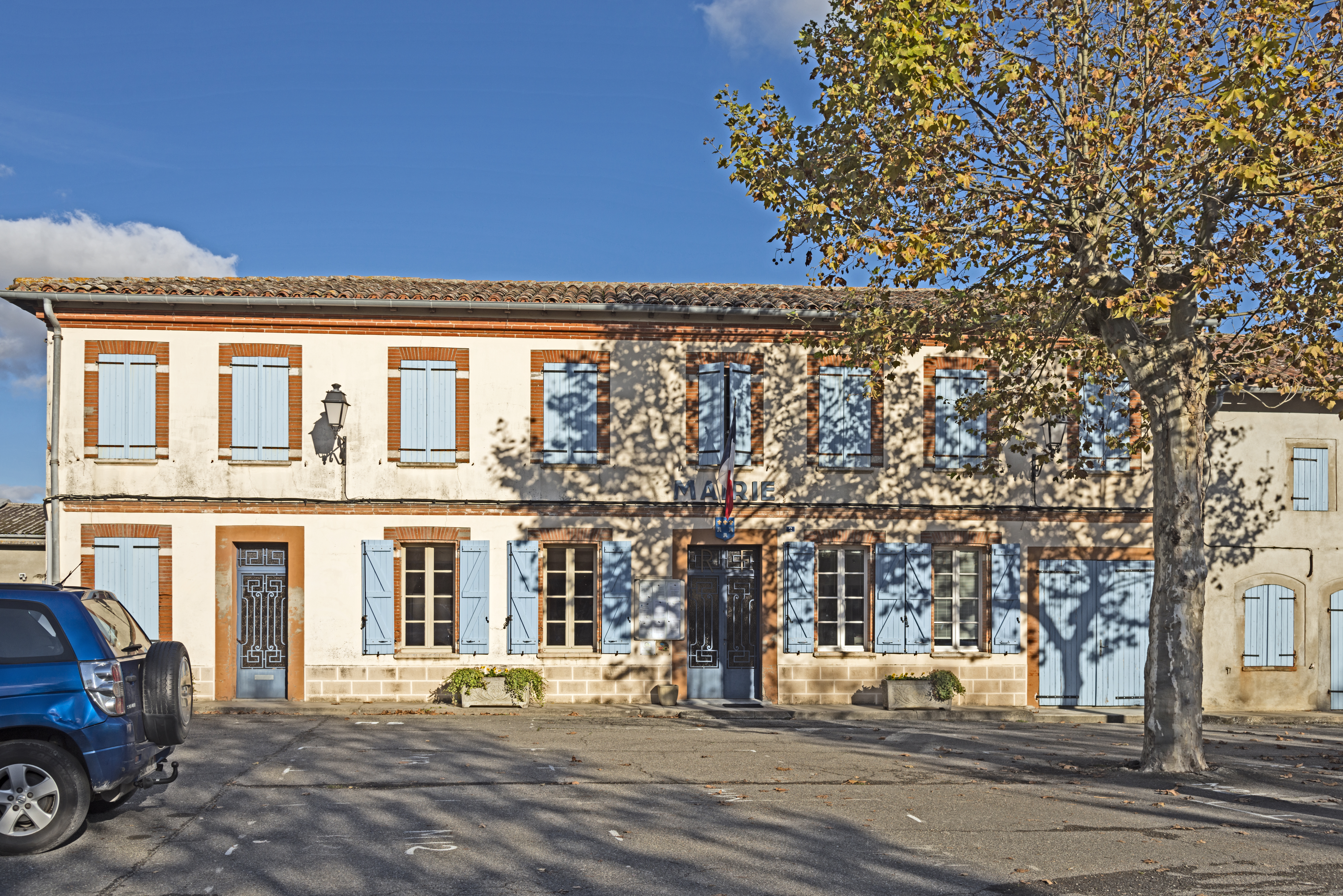
Мэрия
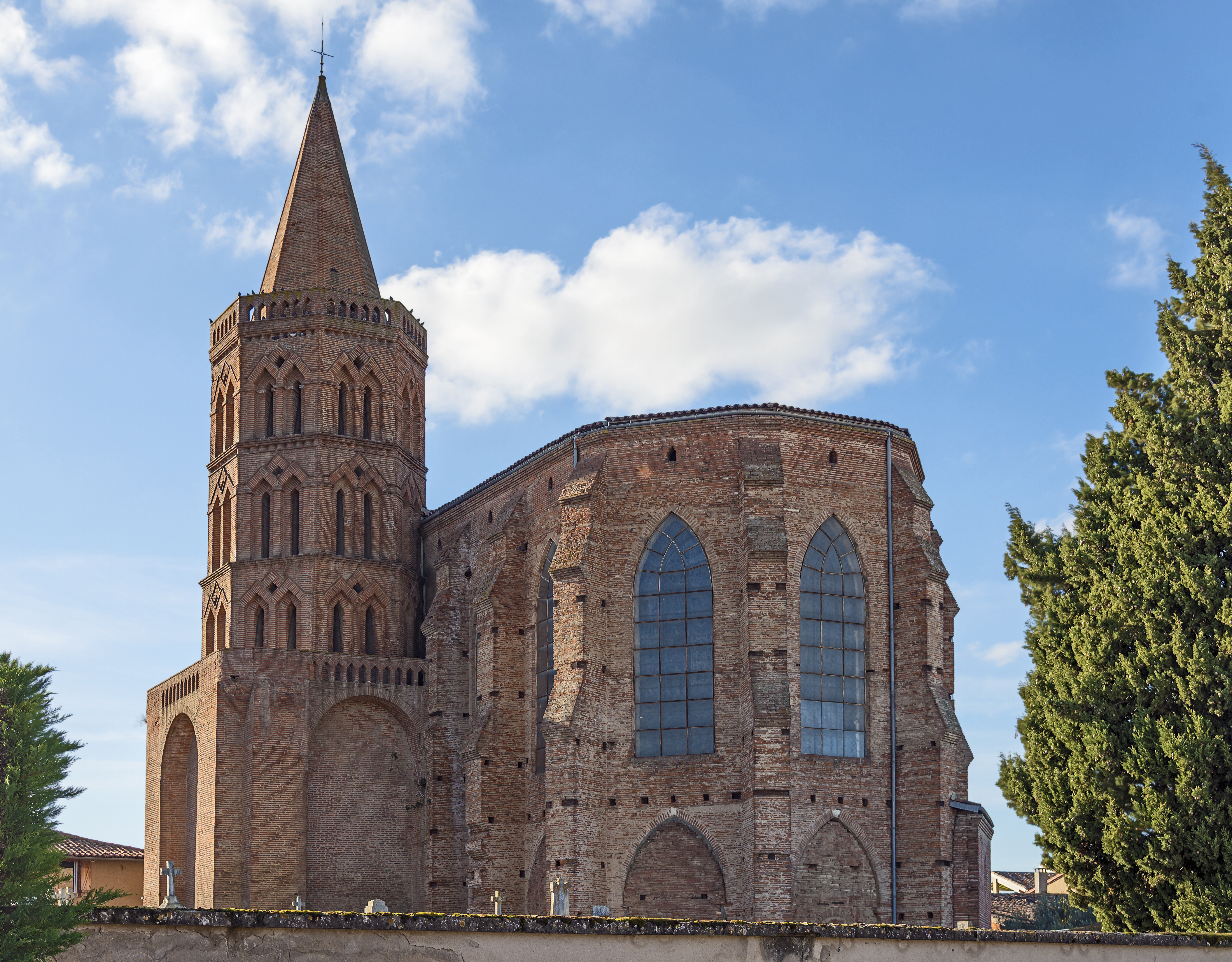
Церковь Св. Варфоломея
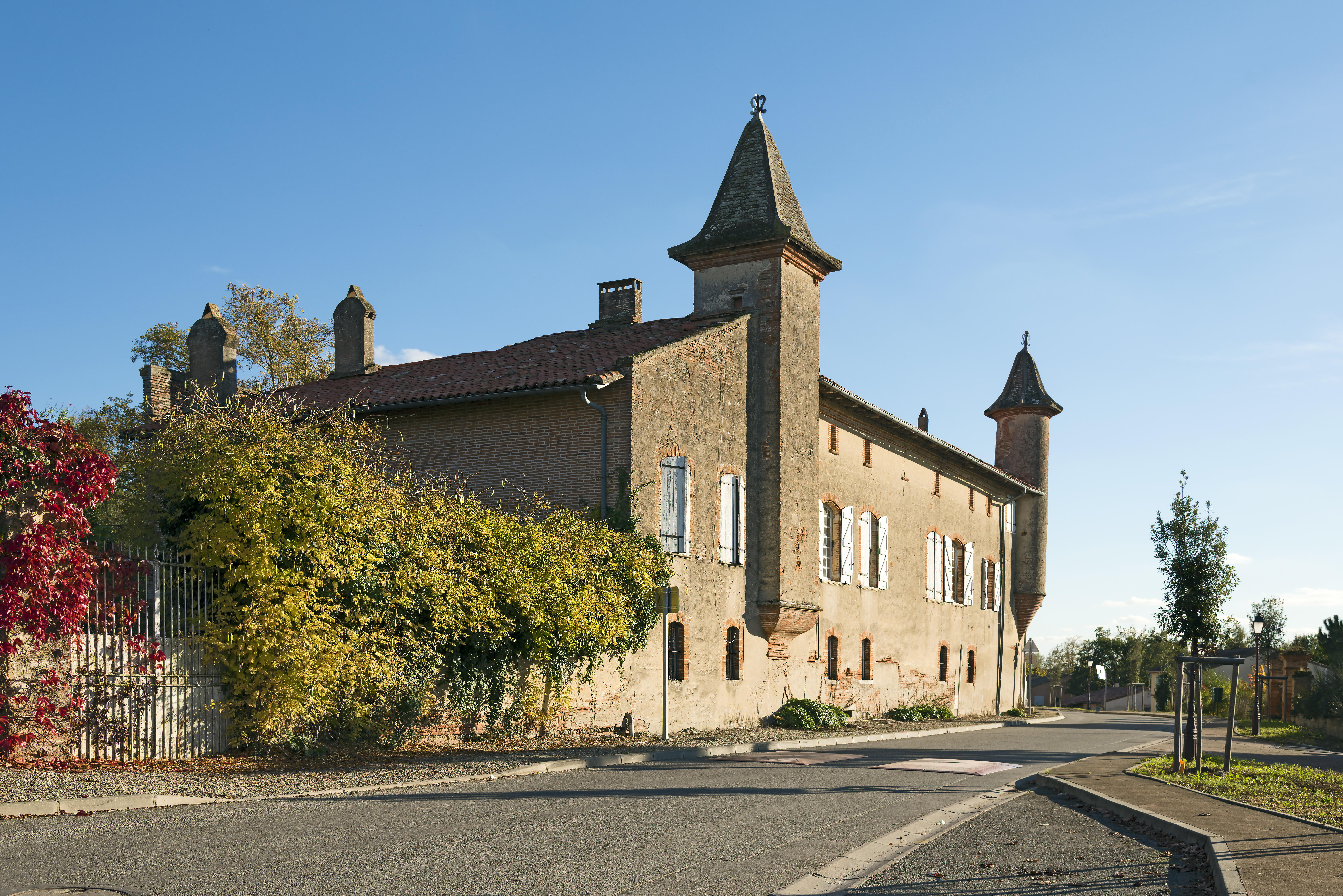
Замок Перолад
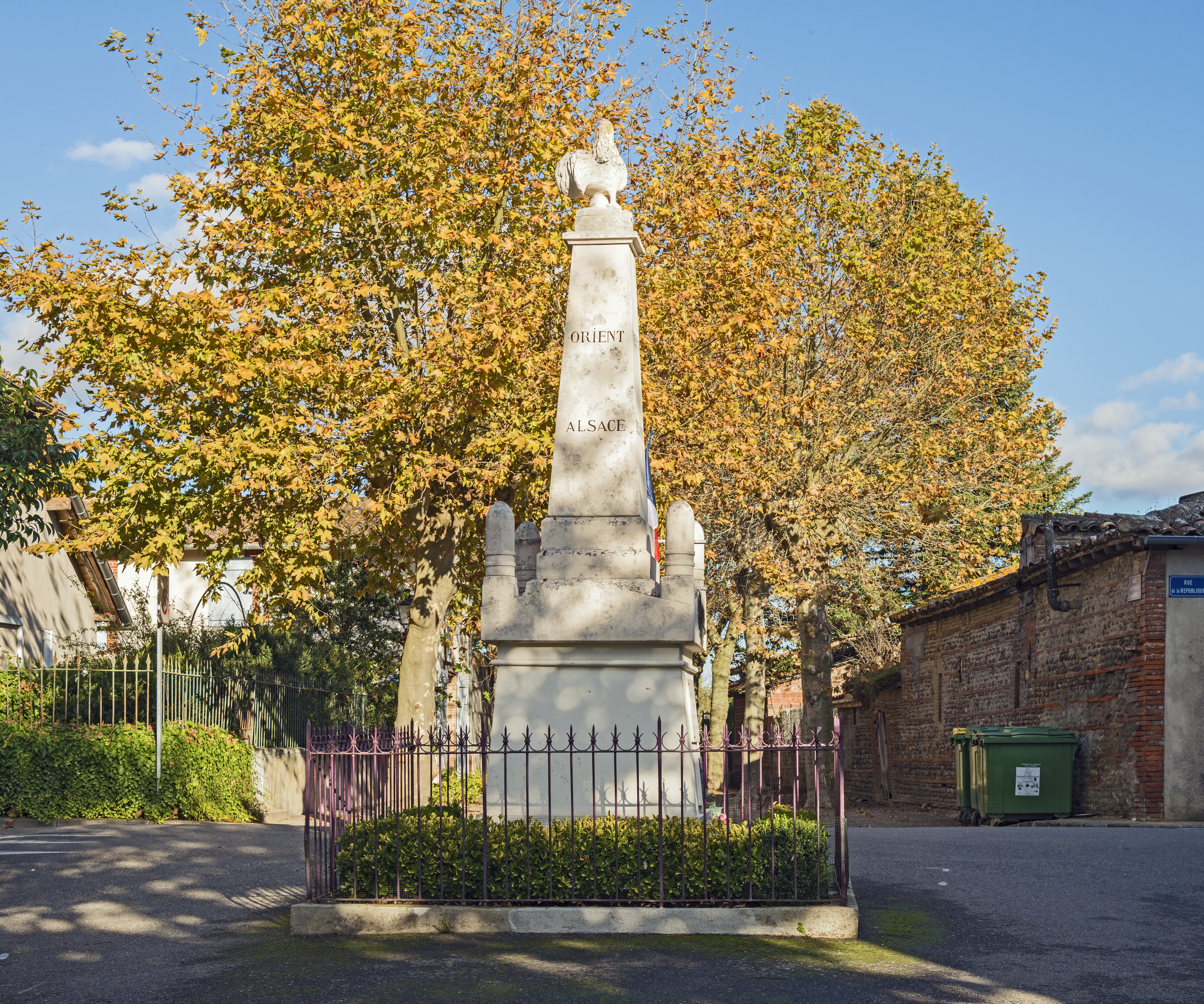
Военный мемориал
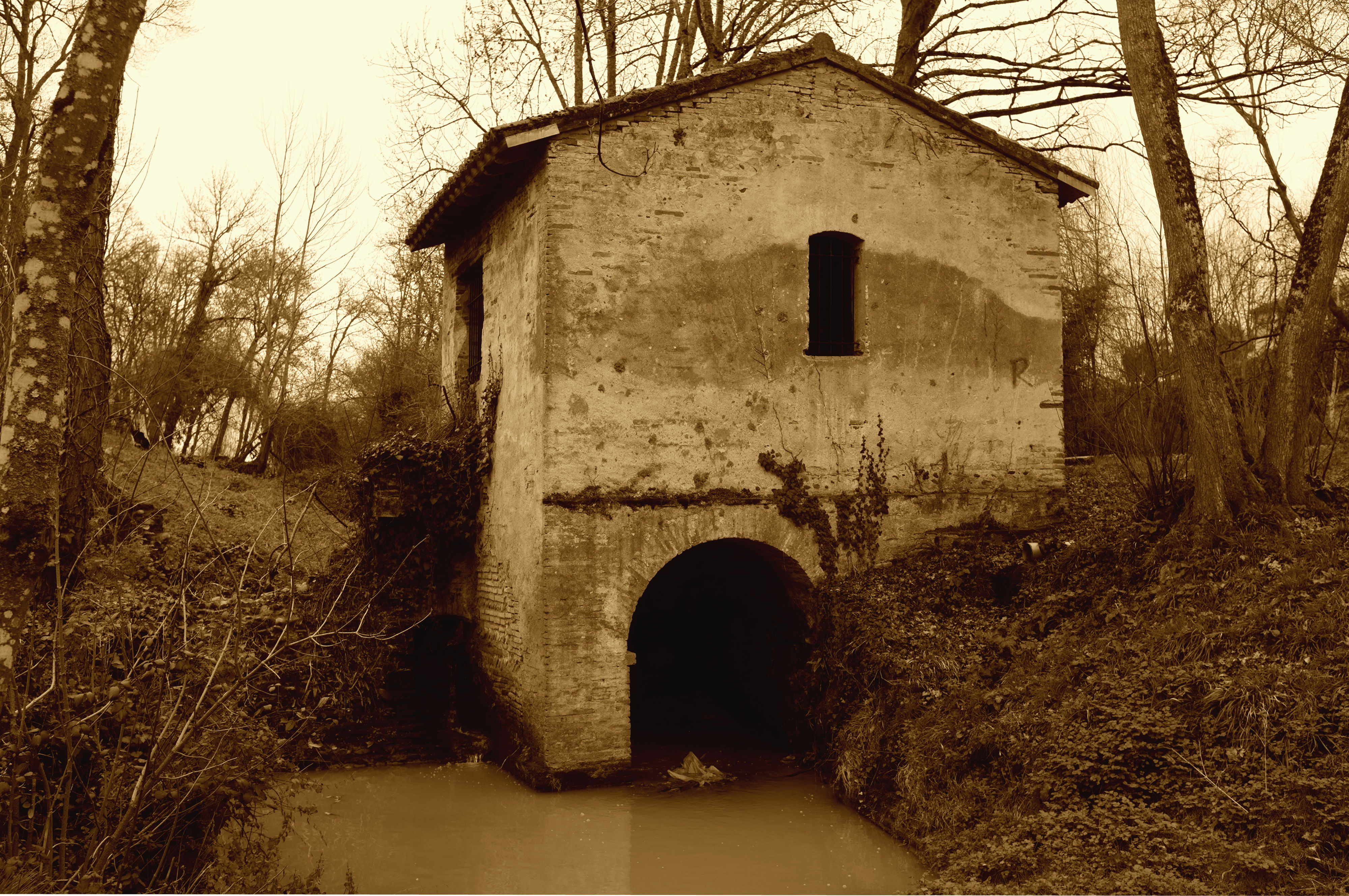
Старая водяная мельница на реке Рибаро